# János Harmatta
János Harmatta (Hódmezővásárhely, 2 ottobre 1917 – Budapest, 24 luglio 2004) è stato un linguista ungherese.
Decifrò ostrakon parti e papiri di Dura Europos e fu il primo a decifrare un'importante iscrizione bactriana.
Fu docente all'Accademia ungherese delle scienze e fu insignito del Premio Herder nel 1973.

## Opere
- Forrástanulmányok Herodotos Skythika-jához = Quellenstudien zu den Skythika des Herodot / irta Harmatta János ()